# Керр, Миранда
Мира́нда Мэй Керр (англ. Miranda May Kerr; род. 20 апреля 1983, Сидней, Австралия) — австралийская супермодель и предпринимательница, одна из бывших ангелов Victoria’s Secret и основательница бренда органической косметики KORA Organics.

## Биография

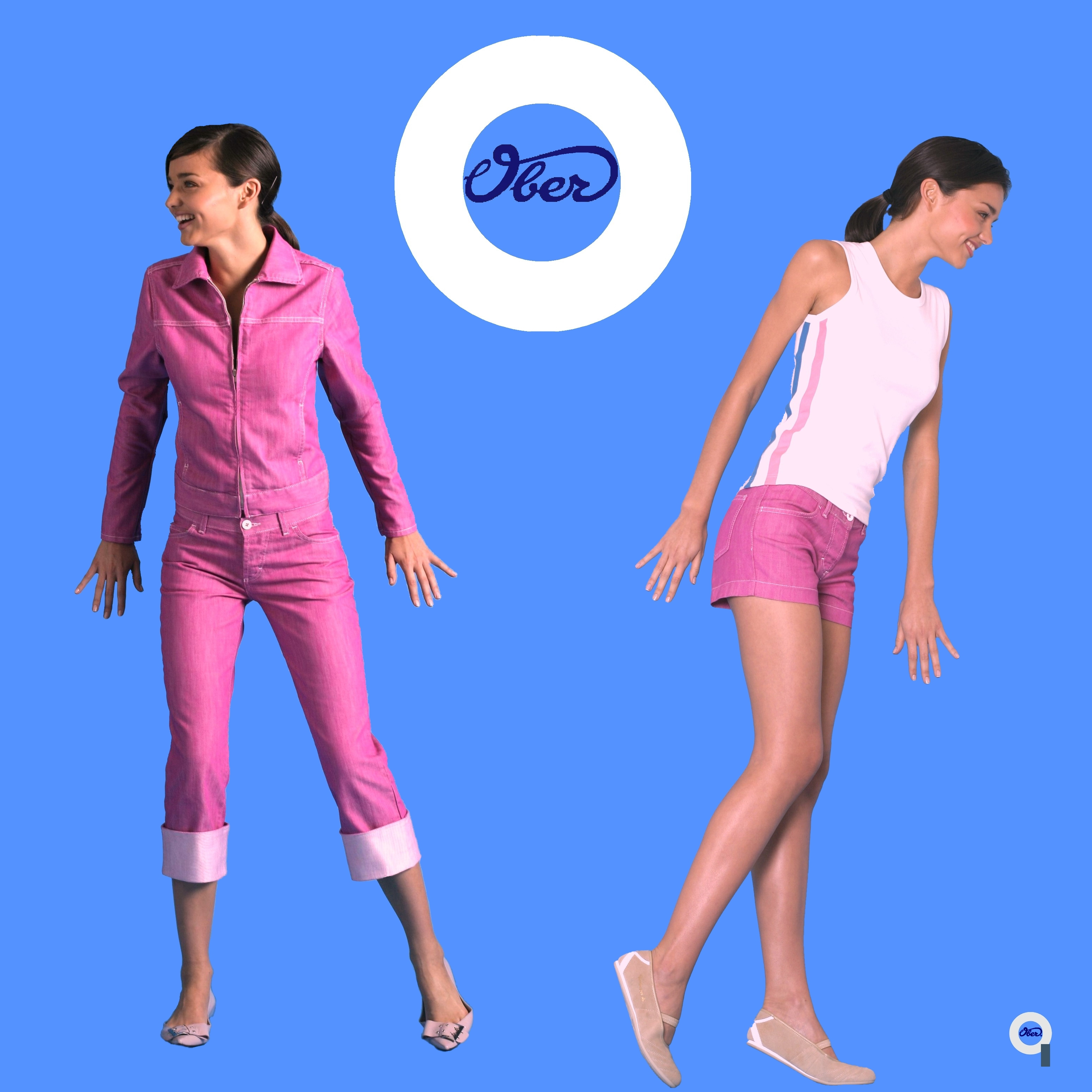
Miranda Kerr by Erick Seban-Meyer

Миранда Мэй Керр родилась в Сиднее, но выросла в небольшом городке Ганнеда в Новом Южном Уэльсе. У неё французские, шотландские и английские корни. Миранда первая австралийка в Victoria’s Secret и «лицо» австралийской компании Portmans. Керр стала известна в модной индустрии в конце 1990-х годов после победы в Australian nation-wide model search, организованный Dolly Magazine и Impulse fragrances. Карьера Миранды началась с рекламной кампании, сделанной в 2004 году фотографом Эриком Себан-Мейером (Erick Seban-Meyer) для Ober Jeans Paris.
Известность Миранда Керр приобрела после сотрудничества с компанией Billabong. Затем она работала на австралийском и азиатском рынках, потом получила приглашение в Нью-Йорк. В 2004 году она подписала контракт с агентством Next. С этого момента она начала работать со многими именитыми брендами, такими как Baby Phat, Levi’s, Betsey Johnson, Rock and Republic, Blumarine Swimwear, L.A.M.B., Voodoo Dolls, Neiman Marcus, Roberto Cavalli, Maybelline и др.
Однако настоящий успех пришёл к ней благодаря подписанию контракта с брендом Victoria’s Secret. Фотографии девушки появлялись на обложках таких журналов, как Harper’s Bazaar Australia, Sunday, Rolling Stone Australia magazine, Elle Mexico magazine, GQ Germany magazine, Instyle, Vogue España, Vogue Italia, Elle Korea, Numero, Glamour, Vogue Australia, Elle UK, Harper’s Bazaar UK, Vogue Turkey, Vogue Indonesia.
Она работала с такими ведущими дизайнерами, как Balenciaga, Prada, John Galliano, Lanvin, Loewe, Chanel, Viktor&Rolf, Cristian Dior, Stella McCartney, Miu Miu. Миранда Керр также снималась для календаря Pirelli Calendar 2010 и каталога XOXO Spring/Summer 2009 collection
В октябре 2009 года Миранда представила собственную линию органической косметики Kora Organics.
С 2013 года Миранда Керр больше не является ангелом Victoria's Secret.

## Личная жизнь
С 2003 по 2004 годы Миранда встречалась с брокером Адрианом Камиллери. Девушка рассталась с ним после того, как он был признан виновным в финансовых махинациях. Некоторые газеты даже утверждали, что модель пострадала финансово, прислушавшись к его советам, но в суд решила не подавать.
Затем в жизни Керр был солист группы Tamarama Джей Лайон. Миранда снялась в видеоклипе его группы «Everything To Me». Вскоре завязались отношения, которые длились до 2007 года.
С 2010 по 2013 год Миранда была замужем за актёром Орландо Блумом, от которого у неё есть сын — Флинн Кристофер Блэнчард Коупленд Блум (род. 06.01.2011), которого Миранда назвала в честь своего погибшего ещё в подростковом возрасте молодого человека Кристофера Миддлбрука.
В 2014 году Миранда призналась в своей бисексуальности.
С 27 мая 2017 года Миранда замужем за миллиардером, создателем SnapChat Эваном Шпигелем, с которым встречалась 2 года до свадьбы. 7 мая 2018 года у Миранды и Эвана родился сын — Харт Керр Шпигель, которого назвали в честь дедушки Эвана. 29 марта 2019 года стало известно, что супруги ожидают появления второго ребёнка в их браке. 7 октября 2019 года Миранда родила третьего сына Майлза. 
В сентябре 2023 года стало известно, что Миранда Керр беременна в четвёртый раз и вместе со своим мужем Эваном Шпигелем ждут сына. 
. 27 февраля 2024 года у Миранды и Эвана родился сын Пьер Керр Шпигель.

## Достижения
В 2008 году вошла в топ-10 самых богатых моделей мира по версии издания Forbes.
В 2013 году заняла второе место в рейтинге самых богатых моделей мира по версии издания Forbes с доходом в $7,2 млн.